# 하시모토 이타루
하시모토 이타루(일본어: 橋本 到, 1990년 4월 28일 ~ )는 일본의 전 프로 야구 선수이자 야구 지도자이다. 아키타현 아키타시에서 태어나 미야기현 센다이시에서 자랐으며 현역 시절 포지션은 외야수였다.
현재 요미우리 자이언츠 2군 외야 수비 겸 타격 코치이다.

## 상세 정보

### 출신 학교
- 센다이 이쿠에이가쿠엔 고등학교

### 선수 경력
- 요미우리 자이언츠(2009년 ~ 2018년)
- 도호쿠 라쿠텐 골든이글스(2019년)

### 지도자 경력
- 요미우리 자이언츠 2군 외야 수비 겸 타격 코치(2023년 ~ )

### 개인 기록

#### 첫 기록
- 첫 출장 : 2010년 4월 27일, 대 주니치 드래건스 4차전(나고야 돔), 9회말에 알렉스 라미레스를 대신해 좌익수로서 출장
- 첫 타석 : 2010년 4월 28일, 대 주니치 드래건스 5차전(나고야 돔), 9회초에 히라이 마사후미로부터 낫아웃
- 첫 도루 : 2011년 8월 26일, 대 히로시마 도요 카프 16차전(MAZDA Zoom-Zoom 스타디움 히로시마), 9회초에 2루 안착(투수: 데니스 사파테, 포수: 구라 요시카즈)
- 첫 안타 : 2011년 8월 31일, 대 요코하마 베이스타스 14차전(도야마 시민 구장 알펜 스타디움), 8회말에 야마구치 슌으로부터 우전 안타
- 첫 선발 출장 : 2011년 9월 25일, 대 한신 타이거스 21차전(한신 고시엔 구장), 8번·중견수로서 선발 출장
- 첫 타점 : 2013년 7월 31일, 대 도쿄 야쿠르트 스왈로스 12차전(도쿄 돔), 6회말에 기야 료헤이로부터 좌전 적시타
- 첫 홈런 : 2013년 8월 7일, 대 요코하마 DeNA 베이스타스 13차전(요코하마 스타디움), 3회초에 스다 고타로부터 중월 2점 홈런

#### 기타
- 한 경기 5삼진 : 2014년 8월 30일, 대 요코하마 DeNA 베이스타스 전(요코하마 스타디움) ※NPB 타이 기록, 역대 14번째[1]

### 등번호
- 94(2009년 ~ 2010년)
- 65(2011년)
- 32(2012년 ~ 2018년)
- 49(2019년)
- 87(2023년 ~ )

### 연도별 타격 성적
| 연 도      | 소 속      | 경 기 | 타 석 | 타 수 | 득 점 | 안 타 | 2 루 타 | 3 루 타 | 홈 런 | 루 타 | 타 점 | 도 루 | 도 루 자 | 희 생 번 | 희 생 플 | 볼 넷 | 고 4 | 사 구 | 삼 진 | 병 살 타 | 타 율 | 출 루 율 | 장 타 율 | O P S |
| ---------- | ---------- | ----- | ----- | ----- | ----- | ----- | ------- | ------- | ----- | ----- | ----- | ----- | -------- | -------- | -------- | ----- | ---- | ----- | ----- | -------- | ----- | -------- | -------- | ----- |
| 2010년     | 요미우리   | 2     | 1     | 1     | 0     | 0     | 0       | 0       | 0     | 0     | 0     | 0     | 0        | 0        | 0        | 0     | 0    | 0     | 1     | 0        | .000  | .000     | .000     | .000  |
| 2011년     | 요미우리   | 33    | 30    | 26    | 5     | 5     | 0       | 0       | 0     | 5     | 0     | 3     | 2        | 2        | 0        | 2     | 0    | 0     | 10    | 0        | .192  | .250     | .192     | .442  |
| 2013년     | 요미우리   | 35    | 111   | 92    | 9     | 22    | 3       | 1       | 1     | 30    | 8     | 3     | 3        | 10       | 1        | 7     | 0    | 1     | 30    | 0        | .239  | .297     | .326     | .623  |
| 2014년     | 요미우리   | 103   | 402   | 351   | 47    | 90    | 14      | 0       | 4     | 116   | 35    | 11    | 2        | 14       | 2        | 32    | 0    | 3     | 78    | 5        | .256  | .322     | .330     | .653  |
| 2015년     | 요미우리   | 68    | 151   | 137   | 19    | 30    | 11      | 1       | 1     | 46    | 10    | 4     | 1        | 3        | 1        | 9     | 0    | 1     | 35    | 1        | .219  | .270     | .336     | .606  |
| 2016년     | 요미우리   | 74    | 259   | 219   | 27    | 51    | 15      | 1       | 2     | 74    | 20    | 7     | 3        | 20       | 0        | 20    | 0    | 0     | 45    | 4        | .233  | .297     | .338     | .635  |
| 2017년     | 요미우리   | 78    | 139   | 120   | 19    | 32    | 7       | 1       | 1     | 44    | 6     | 3     | 2        | 6        | 1        | 11    | 0    | 1     | 30    | 2        | .267  | .331     | .367     | .698  |
| 2019년     | 라쿠텐     | 11    | 10    | 9     | 1     | 0     | 0       | 0       | 0     | 0     | 0     | 1     | 0        | 0        | 0        | 1     | 0    | 0     | 3     | 0        | .000  | .100     | .000     | .100  |
| 통산 : 8년 | 통산 : 8년 | 404   | 1103  | 955   | 127   | 230   | 50      | 4       | 9     | 315   | 79    | 32    | 13       | 55       | 5        | 82    | 0    | 6     | 232   | 12       | .241  | .303     | .330     | .633  |

### 연도별 수비 성적
| 연도 | 소속     | 외야  | 외야  | 외야  | 외야  | 외야  | 외야     |
| 연도 | 소속     | 경 기 | 척 살 | 보 살 | 실 책 | 병 살 | 수 비 율 |
| ---- | -------- | ----- | ----- | ----- | ----- | ----- | -------- |
| 2010 | 요미우리 | 2     | 0     | 0     | 0     | 0     | .000     |
| 2011 | 요미우리 | 22    | 12    | 0     | 0     | 0     | 1.000    |
| 2013 | 요미우리 | 31    | 43    | 1     | 0     | 1     | 1.000    |
| 2014 | 요미우리 | 102   | 185   | 5     | 1     | 1     | .995     |
| 2015 | 요미우리 | 51    | 77    | 4     | 1     | 0     | .988     |
| 2016 | 요미우리 | 70    | 138   | 3     | 1     | 0     | .993     |
| 2017 | 요미우리 | 66    | 43    | 1     | 2     | 0     | .957     |
| 2019 | 라쿠텐   | 7     | 2     | 0     | 0     | 0     | 1.000    |
| 통산 | 통산     | 351   | 500   | 14    | 5     | 2     | .990     |